# Nus simple

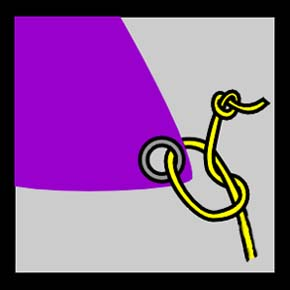
Nus simple.

El  nus simple  és un dels nusos fonamentals i forma la base de molts altres nusos. El nus simple és molt segur, fins al punt de quedar lligat fortament. S'hauria d'utilitzar si s'intenta que el nus sigui permanent. S'utilitza sovint per prevenir que l'extrem d'una corda s'esfilagarsi.

## Lligament
Hi ha diverses formes de fer un nus simple: 
- El mètode del polze - es crea un llaç i s'empeny la punta a través del llaç amb el dit polze.

- El mètode senzill - es crea un llaç, fent girar la mà sobre el canell i ficant-la pel forat, es pinça la punta amb els dits i es fa passar a través del llaç.

## Teoria de nusos
Si els dos finals del nus s'uneixen, s'obté el nus trèvol de la teoria de nusos.